# オールドフレンズ

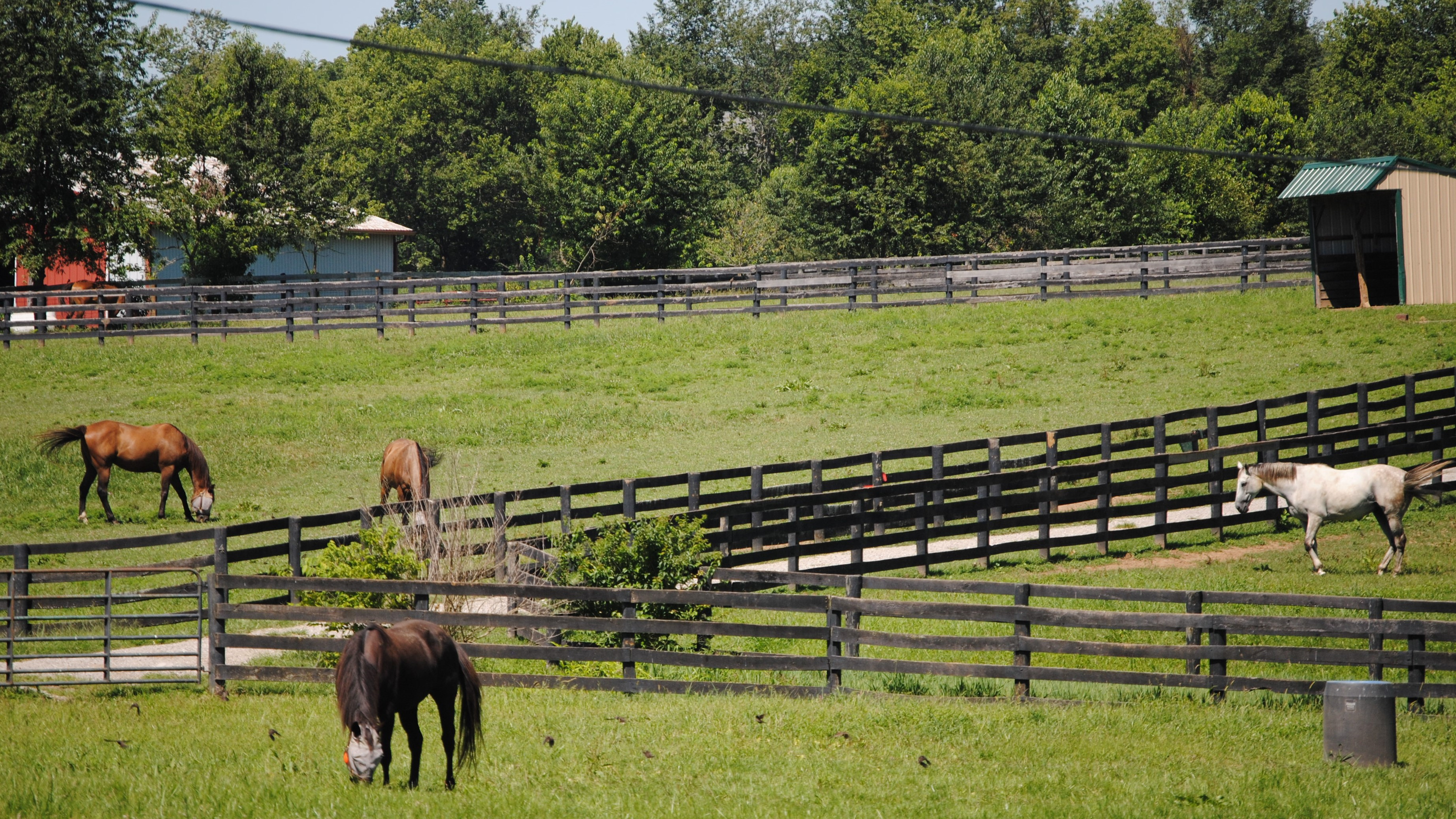
オールドフレンズ

オールドフレンズ（英: Old Friends Equine）は、アメリカ合衆国の動物福祉関連の非営利団体（501(c)団体）。功労馬繋養施設で、引退したサラブレッドなどの競走馬・繁殖馬などを保護しており、アメリカに数多ある功労馬繋養施設の中で引退した種牡馬を定期的に受け入れている唯一の施設である。

## 概要

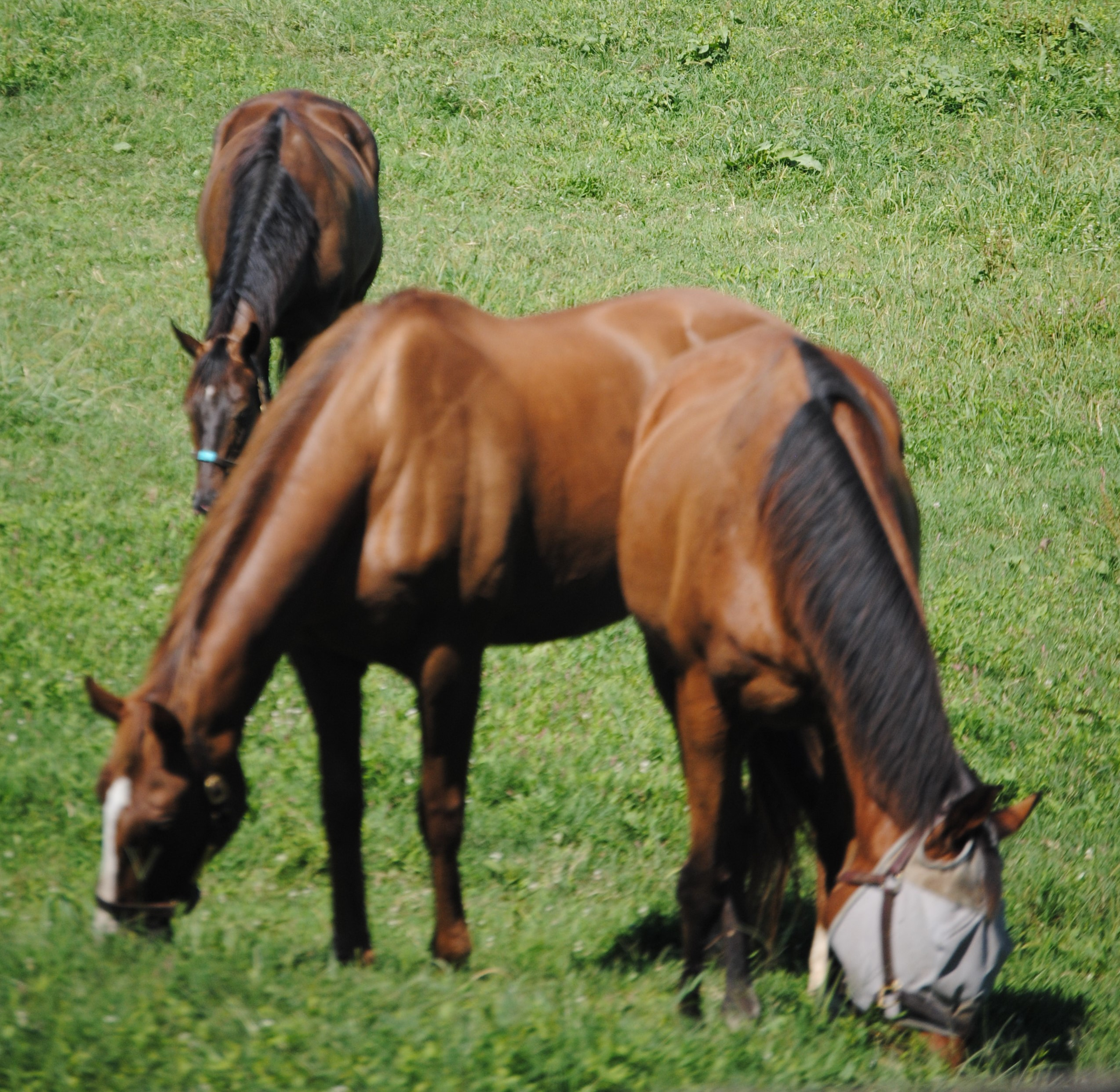
オールドフレンズの牧草地

ボストン・グローブ紙の映画評論などを担当していた記者マイケル・ブローウェンが、記者引退後の2003年に創設した団体で、おもに好成績を収めて引退した功労馬を中心に様々な引退馬などを引き取り、その余生を送らせるための牧場を運営している。2002年にケンタッキーダービー優勝馬で種牡馬となっていたファーディナンドが、日本で屠殺されていたという報道があり、この事件に触発されたのが創設のきっかけであった。
創設当初はケンタッキー州レキシントンのジョージタウンに借りた136エーカーの敷地に、馬1頭・厩舎1つという状態から始まり、2018年現在までに175頭以上を迎え入れてきた。日本で種牡馬を引退した馬も引き取られており、今までにサンシャインフォーエヴァーやオジジアンなどが帰国している。
また2009年、ニューヨーク州グリーンフィールドのペッパー夫妻の牧場に「オールドフレンズ・アット・キャビンクリーク（Old Friends at Cabin Creek）」を増設し、同年に没したボビー・フランケル調教師の名を取って「ボビー・フランケル分場」の副称をつけて開業した。2015年にはケンタッキーダウンズ競馬場およびシンプソン・カウンティ・ツーリズムとの提携により、ケンタッキーダウンズに新たなオールドフレンズの分場を開設した。提携後、ケンタッキーダウンズでは「オールドフレンズステークス」も施行されている。
2015年、オールドフレンズはサラブレッド産業への多大な貢献があったとして、エクリプス賞特別賞を授与された。

## 主な繋養馬

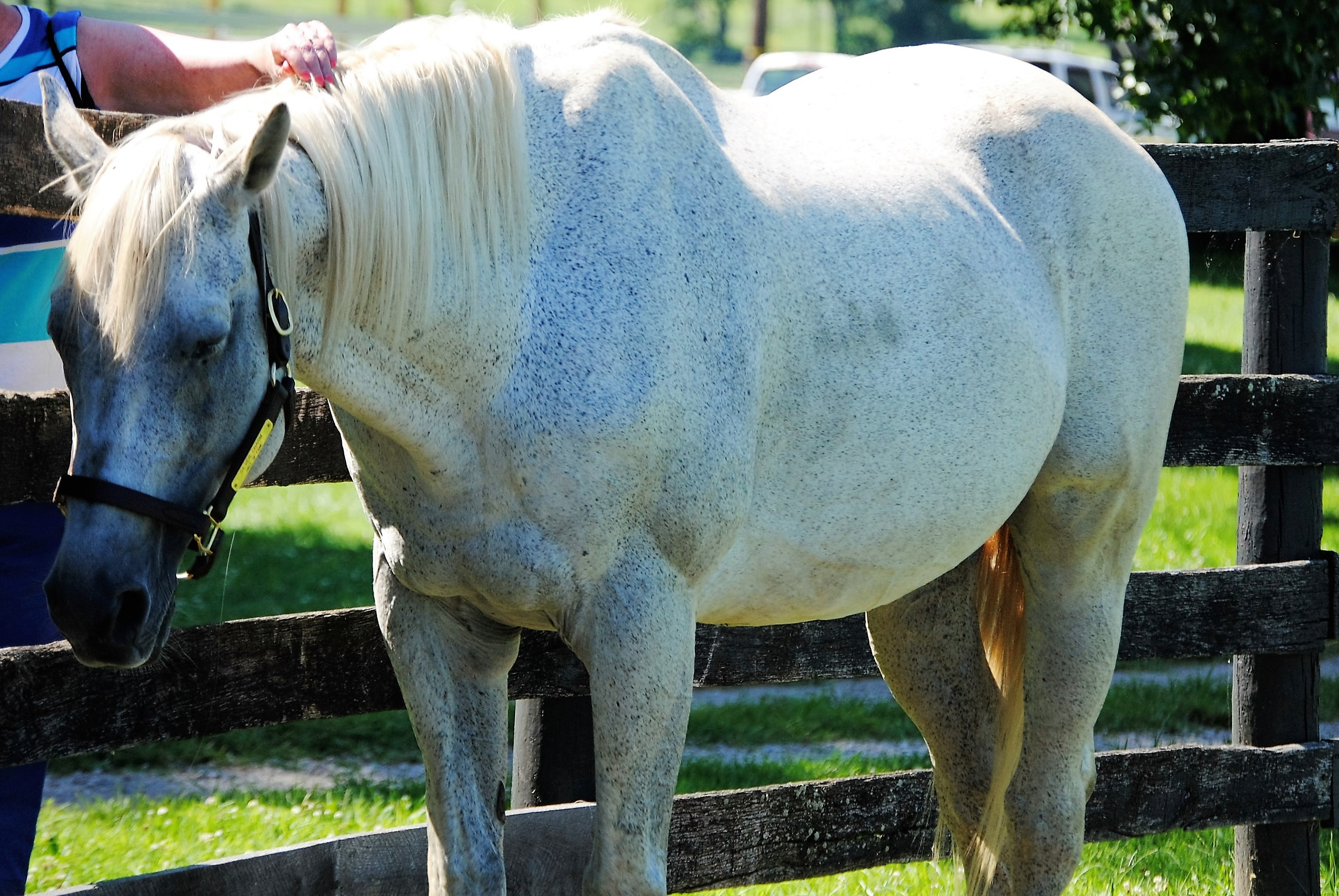
オールドフレンズで過ごすシルバーチャーム

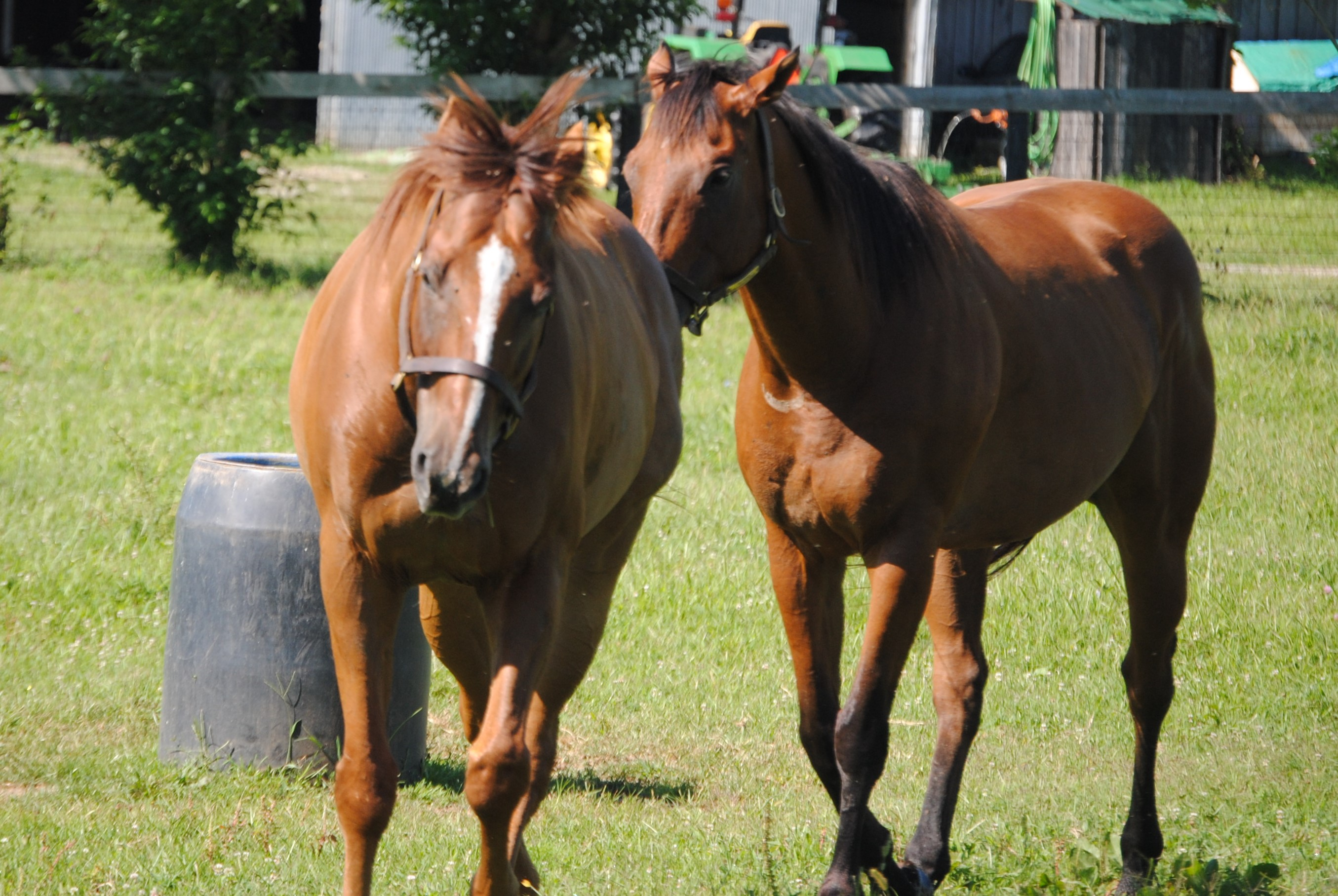
ラピッドリダックス（左）とレイルトリップ（右）

繋養される馬は大競走勝ち馬などが多いが、中にはステークス競走経験のない馬や、連敗記録で話題になったジッピーチッピーなども繋養されている。
- *シルバーチャーム (1994 牡) - 1997年アメリカ二冠馬、殿堂馬、種牡馬。日本で供用後、2014年に移動[5][6]
- Game On Dude (2007 騸) - サンタアニタハンデキャップ3連覇などで600万ドル超の賞金を稼いだ。2014年に移動[7]
- Little Mike (2007 騸) - 2012年BCターフ優勝馬。[8]
- Rail Trip (2005 騸) - 2009年ハリウッドゴールドカップ優勝馬。2014年移動[9]
- Rapid Redux (2006 騸) - 2012年北米記録となる22連勝を達成した。2012年より繋養[10]
- Birdstone (2001 牡) - 2004年ベルモントステークス、トラヴァーズステークス優勝馬、種牡馬。2020年移動。
- Wise Dan(2007 騸） - 2012・2013年ブリーダーズカップ・マイル連覇などG1競走11勝。2012・2013年エクリプス賞年度代表馬。
- エーシンフォワード (2005 牡) - 2010年マイルチャンピオンシップ優勝馬。2023年にニューヨーク州の牧場から移動[11]。
- I'll Have Another (2009 牡) - 2012年アメリカ二冠馬。
- Big Brown (2005 牡) - 2008年アメリカ二冠馬。

### 過去の繋養馬

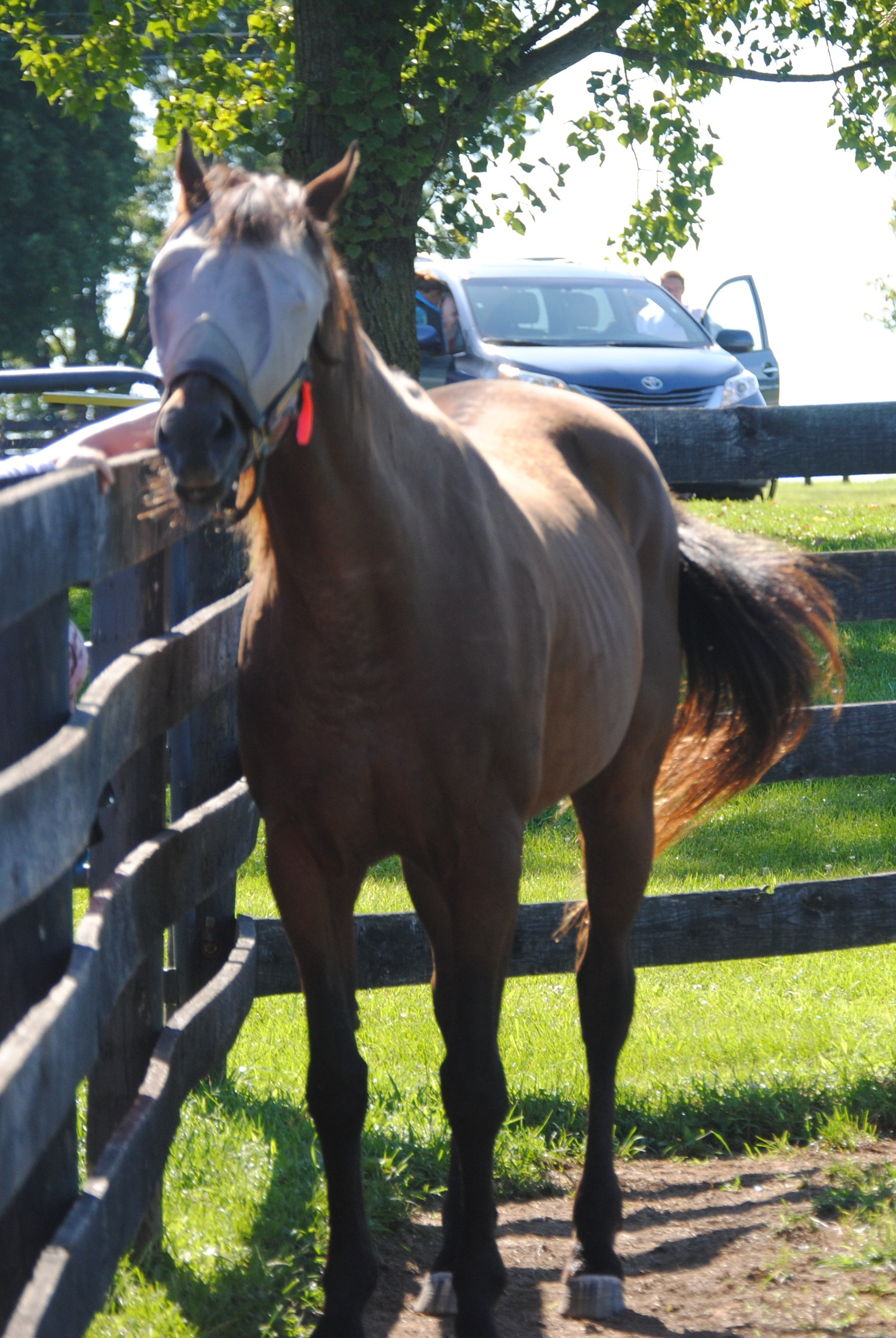
ガルチ（31歳当時）

- *ウォーエンブレム (1999 騸) - 2002年アメリカ二冠馬、種牡馬。日本で供用後、2016年に移動。検疫に際して去勢された[12]。2020年死去
- *オジジアン (1983 牡) -1985年フューチュリティステークス優勝馬、種牡馬。2005年に日本から移動、2015年死去[13][14]
- *カリズマティック (1996 牡) - 1999年アメリカ二冠馬、種牡馬。2016年に日本から移動[15]、2017年死去[16]
- *クリエイター (1986 牡) - 1990年ガネー賞優勝馬、種牡馬。日本で供用後、2004年に移動、2015年死去[17][18]
- *サンシャインフォーエヴァー (1985 牡) - 1988年バドワイザーインターナショナル優勝馬、種牡馬。日本で供用後の2004年移動、2014年死去[17][19]
- *ブラックタイアフェアー (1986 牡) - 1991年BCクラシック優勝馬、種牡馬。日本で供用後、2004年に移動、2010年死去[20][21]
- Gulch (1984 牡) - 1988年BCスプリント優勝馬、種牡馬。2009年移動、2016年死去[22]
- Precisionist (1981 牡) - 1985年BCスプリント優勝馬、種牡馬。2006年移動、同年死去[23]
- Prized (1986 牡) - 1989年BCターフ優勝馬。2014年死去[24]
- Alphabet Soup (1991 牡) - 1996年BCクラシック優勝馬。2015年にアデナスプリングズより移動[25]、2022年死去。
- Popcorn Deelites (1998 騸) - 元は下級条件馬で、アニマルタレントとして映画『シービスケット』でシービスケット役を演じた。2005年に移動[26]、2022年死去。
- Affirmed Success (1994 騸) - 1998年フォアゴーハンデキャップなどに優勝。2007年にケンタッキーホースパークから移動、2022年死去。[27]
- Zippy Chippy (1991 騸) - 100戦全敗の連敗記録で話題を巻き起こした馬。2010年よりボビー・フランケル分場で繋養[28]、2022年死去。
- Swain（1992 牡）- 2022年春にシャドウェルファームから移動してきたが、同年7月に老衰で死去[29]。
- Dumaani（1992 牡） - 2022年春にシャドウェルファームから移動してきたが、同年7月に老衰で死去[29]。
- Albertus Maximus (2004 牡)
- Sarava (1999 牡) - 2002年のベルモントステークスを制し、ウォーエンブレムの三冠を阻止した。2012年に移動[30]
- Amazombie (2006 騸) - 2011年BCスプリント優勝馬。[27]